# Cheracebus medemi
Cheracebus medemi is een zoogdier uit de familie van de sakiachtigen (Pitheciidae). De wetenschappelijke naam van de soort werd voor het eerst geldig gepubliceerd door Philip Hershkovitz in 1963.

## Voorkomen
De soort komt voor in Colombia.